# لو هوفر
لو هوفر (بالإنجليزية: Lou Hoover) ولدت في ( 29 مارس 1874م - وتوفيت في 7 يناير 1944م )، زوجة رئيس الولايات المتحدة الحادي والثالثين هربرت هوفر، والسيدة أولى للولايات المتحدة الأمريكية من 1929 حتى 1933.
سافرت كثيرًا مع زوجها الجيولوجيّ ومهندس التعدين في عام 1899، مثل شنغهاي، الصين، وأصبحت عالمة ولغوية مثقفة. قامت بدراسة مكثفة للغات بما في ذلك اللاتينية، الماندرين الصينية، والإسبانية، والألمانية، والإيطالية والفرنسية. بصفتها السيدة الأولى، أشرفت على بناء المنتجع الرئاسي في رابيدان كامب في مقاطعة ماديسون، فيرجينيا، وكانت أول سيدة تبث برامج إذاعية منتظمة على مستوى البلاد.

## النشأة والتعليم

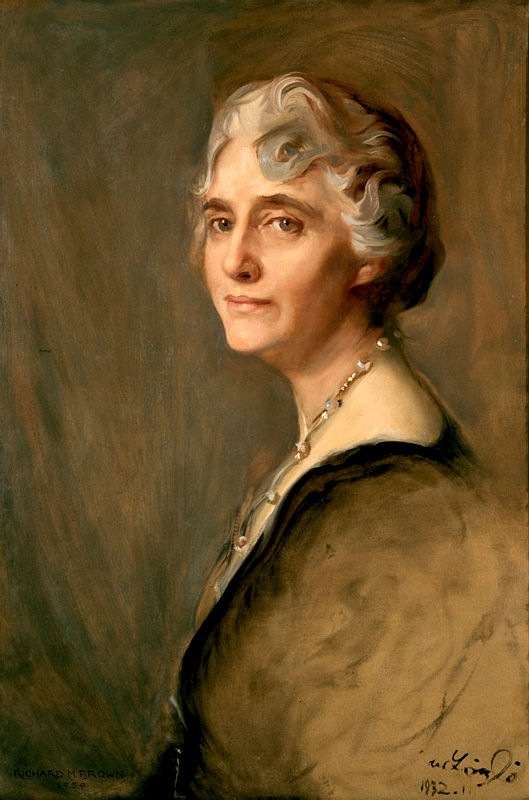
صورة زيتية على قماش للسيدة الأولى لو هنري هوفر، رسمها ريتشارد مارسدن براون، بعد فيليب ألكسيوس دي لازلو دي لومبوس، 1950.

وُلدت لو هنري في واترلو، لوالديها فلورنس إيدا (ويد قبل الزواج) وتشارلز ديلانو هنري، الذي كان يعمل مصرفيًا عن طريق التجارة. اصطحب تشارلز هنري ابنته في رحلات تخييم في التلال، والتي كانت أعظم متعة لها في سن المراهقة المبكرة. أصبحت لو فارسة جيدة. لقد اصطادت العينات واحتفظت بها بمهارة وحنّطت الحيوانات. وقد طوّرت حماسها اتجاه الصخور والمعادن والتعدين.
بدأت لو دراستها بعد المرحلة الثانوية في مدرسة لوس أنجلوس العادية (الآن جامعة كاليفورنيا، لوس أنجلوس). ثم انتقلت بعد ذلك إلى مدرسة سان خوسيه نورمال (الآن جامعة ولاية سان خوسيه)، والتي حصلت منها على اعتماد التدريس في عام 1893. ثم انتقلت بعد ذلك إلى جامعة ستانفورد لمتابعة درجة البكالوريوس في الجيولوجيا. هناك قابلت زوجها المستقبلي، هربرت هوفر، الذي كان آنذاك كبير السن. كانت الطالبة الوحيدة المتخصصة في الجيولوجيا بالمدرسة في ذلك الوقت، وحصلت على درجة البكالوريوس في الجيولوجيا عام 1898.

## الزواج والسفر

### الصين
في اليوم التالي لزواجهما، أبحر آل هوفر من سان فرانسيسكو إلى شنغهاي، الصين، حيث أمضوا أربعة أيام في فندق أستور هاوس. سرعان ما استقر العروسان الجدد في منزلهما الأول، وهو منزل كبير في تيانجين. عاشا في الصين من أبريل 1899 حتى أغسطس 1900. تطلبت مهمة هوفر سفرًا مكثفًا في جميع أنحاء المناطق النائية والخطيرة، وهو ما فعلاه معًا.
درست السيدة هوفر لغة الماندرين الصينية أثناء إقامتها في الصين. في البيت الأبيض، في بعض الأحيان، كانت تتحدث إلى زوجها بالصينية لإحباط التنصت. حتى الآن، هي السيدة الأولى الوحيدة التي تتحدث لغة آسيوية.
كانت السيدة هوفر على دراية جيدة باللاتينية. تعاونت مع زوجها في ترجمة موسوعة من القرن السادس عشر للتعدين وعلم المعادن. نُشرت ترجمة هوفر في عام 1912، وما زالت تُطبع حتى اليوم باعتبارها الترجمة الإنجليزية الأساسية. خلال الحرب العالمية الأولى، ساعدت زوجها في تقديم الإغاثة للاجئين البلجيكيين. كُرّمت في عام 1919 من قبل الملك ألبرت الأول ملك بلجيكا عن عملها. كما شاركت في صندوق إغاثة النساء الأمريكيات، والذي قدم سيارات إسعاف ووفر فرصًا اقتصادية للنساء خلال الحرب العالمية الأولى.

## كسيدة أولى (1929-1933)
ميزت السيدة هوفر نفسها بأن أصبحت أول سيدة تبث على الإذاعة بشكل منتظم وعلى الصعيد الوطني. على الرغم من أنها لم يكن لديها برنامج إذاعي خاص بها، فقد شاركت كمتحدثة ضيفة في عدد من المناسبات بين عامي 1929 و 1933، وغالبًا ما دافعت عن التطوع، أو ناقشت عمل فتيات الكشافة. وأشاد النقاد الإذاعيون بها لامتلاكها صوتًا إذاعيًا ممتازًا وللتحدث بثقة.

### التقاليد الرئاسية
بصفتها السيدة الأولى، أوقفت حفل استقبال يوم رأس السنة الجديدة، وبدأ الاحتفال السنوي بالمنزل المفتوح من قبل أبيجيل آدامز في عام 1801.
لعبت دورًا حاسمًا في تصميم والإشراف على بناء معتكف رئاسي ريفي في رابيدان كامب في مقاطعة ماديسون، فيرجينيا. كان ذلك بمثابة مقدمة للمنتجع الرئاسي الحالي، كامب ديفيد.

## الحياة العائلية
كان لدى هوفر ولدان:
- هربرت تشارلز هوفر (1903-1969) - مهندس، دبلوماسي. ولد في لندن، في الثانية من عمره كان قد سافر حول العالم مرتين مع والديه الرحالة. تخرج من جامعة ستانفورد عام 1925 وبدأ العمل كمهندس طائرات. درس لفترة وجيزة، من عام 1928 إلى عام 1929، في كلية إدارة الأعمال بجامعة هارفارد. في النهاية، تحول إلى الهندسة الجيوفيزيائية، حيث أسس الشركة الجيوفيزيائية المتحدة في عام 1935 لتطوير أدوات إلكترونية جديدة لاكتشاف النفط. شغل منصب الوسيط خلال نزاع النفط 1953-1954 بين بريطانيا وإيران. عيّنه الرئيس أيزنهاور وكيل وزارة الخارجية لشؤون الشرق الأوسط 1954-1957. توفي في باسادينا، كاليفورنيا.
- ألان هنري هوفر (1907-1993) - مهندس وممول تعدين. ولد في لندن، وتخرج من كلية الاقتصاد من جامعة ستانفورد في عام 1929 وحصل على درجة الماجستير من كلية هارفارد للأعمال في عام 1931. التحق بالعمل المصرفي وقام بتشغيل مزرعة في كاليفورنيا لفترة من الوقت، لكنه في النهاية أصبح مهندس تعدين.

## الحياة اللاحقة والموت
توفيت لو هنري هوفر بنوبة قلبية في مدينة نيويورك في 7 يناير 1944. وعثر عليها ميتة في غرفة نومها من قبل زوجها. دفنت في بالو ألتو، كاليفورنيا. دمر موتها زوجها ولم يفكر أبدًا في الزواج مرة أخرى. بعد وفاة هربرت هوفر في عام 1964، أعيد دفنها بجوار الرئيس السابق في ويست برانش، أيوا.

## روابط خارجية
- لو هوفر على موقع IMDb (الإنجليزية)
- لو هوفر على موقع الموسوعة البريطانية (الإنجليزية)
- لو هوفر على موقع إن إن دي بي (الإنجليزية)